# Peltobradya bryozoophila
Peltobradya bryozoophila är en kräftdjursart. Peltobradya bryozoophila ingår i släktet Peltobradya och familjen Ectinosomatidae. Inga underarter finns listade i Catalogue of Life.